# Highgrove House
Highgrove House si trova a Doughton, nel Gloucestershire. È stata una delle residenze di Carlo III del Regno Unito quando era Principe del Galles.

## Storia
La villa venne costruita tra il 1796 e il 1798, probabilmente dall'architetto Anthony Keck. Fu la dimora di John Paul Paul. La proprietà era pervenuta alla famiglia per matrimonio nel 1771 tra Josiah Paul Tippetts con Mary Clark e rimase ai loro eredi sino al 1860.
La leggenda narra che, nel 1850 circa, durante una festa tenuta in casa in onore di suo fratello, Maria Elisabetta Paul stesse fumando di nascosto quando il vestito che indossava prese fuoco e lei morì.
Nel 1864 la proprietà fu venduta all'avvocato Yatman William, il quale dovette restaurarla dopo che un incendio l'aveva quasi completamente distrutta. Un nuovo incendio distrusse quasi completamente la casa e i suoi interni nel 1893. I ruderi vennero venduti a Arthur Mitchell, che ricostruì la casa per 6000 sterline.
La proprietà venne acquistata dalla famiglia Macmillan nel 1956 per 89.000 sterline e venne messa in vendita dal politico conservatore e uomo d'affari inglese Maurice Macmillan (figlio dell'ex primo ministro Harold Macmillan) per 730.000 sterline, nel 1980.
Highgrove House fu acquistata nel 1980 dal principe del Galles come parte delle proprietà del ducato di Cornovaglia. Nel 1988 fu restaurata la facciata esterna. Re Carlo III, appassionato ed esperto giardiniere, ancora da principe ereditario, vi creò un parco da lui stesso disegnato; dal 1996 la residenza è anche azienda agricola produttrice di prodotti esclusivamente biologici e di bestiame pregiato come manzi, tori, pecore e frisone.